# Монтеспан (коммуна)
Монтеспа́н (фр. и окс. Montespan) — коммуна во Франции, находится в регионе Юг — Пиренеи. Департамент — Верхняя Гаронна. Входит в состав кантона Сали-дю-Салат. Округ коммуны — Сен-Годенс.
Код INSEE коммуны — 31372.

## География

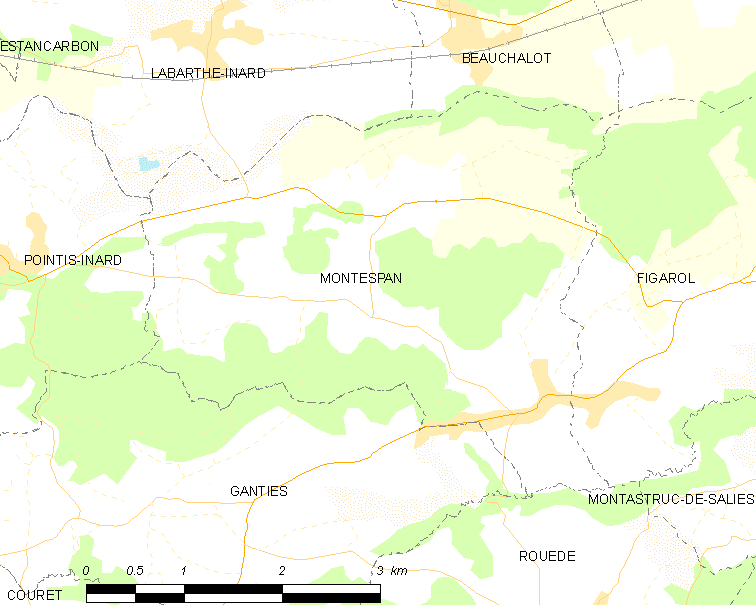
Карта коммуны

Коммуна расположена приблизительно в 660 км к югу от Парижа, в 75 км к юго-западу от Тулузы.
На севере коммуны протекает река Гаронна.

## Климат
Климат умеренно-океанический. Зима мягкая и снежная, весна характеризуется сильными дождями и грозами, лето сухое и жаркое, осень солнечная. Преобладают сильные юго-восточные и северо-западные ветры.

## Население
Население коммуны на 2010 год составляло 438 человек.
| 1962 | 1968 | 1975 | 1982 | 1990 | 1999 | 2010 |
| ---- | ---- | ---- | ---- | ---- | ---- | ---- |
| 485  | 479  | 432  | 428  | 398  | 423  | 438  |

## Администрация
| Период | Период | Фамилия             | Партия                  | Примечания |
| ------ | ------ | ------------------- | ----------------------- | ---------- |
| 1977   | 1989   | Юбер Льезанфель     |                         |            |
| 1989   | 2001   | Роже Гарсия         |                         |            |
| 2001   | 2008   | Николь Дютей        |                         |            |
| 2008   | 2020   | Мари-Кристин Ллоран | Социалистическая партия |            |

## Экономика
В 2010 году среди 278 человек трудоспособного возраста (15—64 лет) 215 были экономически активными, 63 — неактивными (показатель активности — 77,3 %, в 1999 году было 73,6 %). Из 215 активных жителей работали 193 человека (99 мужчин и 94 женщины), безработных было 22 (13 мужчин и 9 женщин). Среди 63 неактивных 21 человек были учениками или студентами, 26 — пенсионерами, 16 были неактивными по другим причинам.

## Достопримечательности
- Церковь Св. Андрея
- Часовня Нотр-Дам
- Руины замка Монтеспан (XIII век). Исторический памятник с 1926 года[4]
- Пещера Монтеспан. Исторический памятник с 1924 года[5]